# Allégade (Frederiksberg)
 For alternative betydninger, se Allégade. (Se også artikler, som begynder med Allégade)
Allégade er den ældste gade på Frederiksberg og afgrænser (sammen med fortsættelsen mod syd, Pile Allé) Frederiksberg Have mod øst. Gaden blev anlagt, da Frederik 3. i 1651 tillod 20 bønder af hollandsk afstamning fra Amager at opføre fæstegårde på begge sider af den nuværende gade. En sidegade til Allégade minder med sit navn, Hollændervej, om denne fødsel af Frederiksberg, der da kaldtes Ny Amager eller Ny Hollænderby.
Byen fik i 1653 både trækirke og skole. Kirken lå, hvor Storm P.-Museet ligger i dag, og kirkegården på Haveselskabets grund.
Den svenske belejring af København 1658-59 gik hårdt ud over Ny Amager, der lå omtrent midt imellem de to svenske hovedlejre, men byen blev genopbygget. En brand i 1697 gjorde det imidlertid af med den hollandske by, da kongen ikke ville give hjælp eller henstand, og markerne overgik til hømark. Hollænderne fik lov at beholde selve gårdene, men det var der ikke økonomi i. I stedet kom nye erhverv, bl.a. smugkroer, der kunne forlyste københavnerne.
Fra gadens ældste tid er bl.a. dele af Lorry-komplekset og Allégade 10. De fleste gårde er erstattet af nye og høje bygninger, men Ludvigs Minde i nr. 22 er mere end 230 år.
Fra Allégade følger mod syd Frederiksberg Runddel. Runddelen blev anlagt omkring 1670, da dronning Sophie Amalie lod opføre Prinsessernes Gård, hvor nu indgangen til Frederiksberg Have er. Den trefløjede lystgård blev senere overladt til kronprins Frederik Stedet fik navnet Prinsens Gård, som var forløberen for Frederiksberg Slot, der blev bygget, da Kronen overtog hollændernes mark efter den omtalte brand i 1697.
Prinsens Gård brændte ned i 1753, og kun sidefløjene blev genopført. Sidefløjen i syd rummer nu Revymuseet. Bagved findes Haveselskabets Have med udstillingsbygningen Brøndsalen fra 1880'erne. Haveselskabet lå oprindeligt ved Frederiksberg Allé (hvoraf navnet på den tilstødende Haveselskabetsvej stammer), men overtog i 1883 de gamle gartnerier i forbindelse med Frederiksberg Have.
Syd for Frederiksberg Runddel løber Pile Allé.

## Eksempler på bemærkelsesværdige steder og bygninger
Af bemærkelsesværdige steder og bygninger på Allégade kan fremhæves (numrene løber fra syd til nord):
Runddelen
Storm P Museet er indrettet i en bygning fra 1886, der tidligere har rummet politistation og begravelsesvæsen.
Allégade 5
Det Danske Revymuseum ligger i en gul murstensbygning fra 1860, der også kaldes for Riises’ Landsted.
Allégade 7-9
Nr. 5 er fra 1860, nr. 7-9 fra 1700-tallet, senere ombygget, og indeholder det gamle Lorry med TV 2, Riddersalen, Lorry, Jytte Abildstrøms Teater og Cafe Grock.
Værtshusholderen Lars Mathiesen havde 1804-52 etablisementet Håbet i Allégade 7. Senere kom stedet Enighedslyst, som Carl Kehlet overtog i 1877 og indrettede en sangerindepavillon, Café Chantant. Det var her Holger Drachmann mødte sin muse Edith. I 1896 overtog Laurentius (eller Lorry) Feilberg stedet. Han drev sangerindepavillonen videre under navnet Operetten. Lorry Feilberg købte i 1909 og 1913 naboejendommene, hvorefter han opførte Lorry, som kom til at omfatte varietéen Landsbyen, teaterlokalet Riddersalen, spisestedet Drachmann Kroen, natklubben Guldaldersalen, og Parken med udendørsservering og koncerter. Den helt unge Jacob Gade var engageret til at spille i Operetten.
Jytte Abildstrøms Teater har siden 1970 holdt til i Riddersalen.
Allégade 13
Cafe Kong Pedersen
Allégade 25
I en bygning fra 1913 ligger Cafe Intime fra 1922 og tiltrækker et publikum med varierende seksuelle præferencer.
Allégade 4
Restaurant Alléenberg, i folkemunde kaldet Psykopaten.
Allégade 6
Kaldet Møllmanns landsted med Havehuset (1750-53 formentlig af Philip de Lange) og forhus med sidehuse (ca. 1794, ombygget 1852).
Allégade 10
Restaurant Allégade 10 er oprindelig en bondegård, forhuset dog fra 1855, og byens ældste restauration fra 1780 med keglebane og gårdhave.
Allégade 22
Ludvigs Minde opført omkring 1770 af overlandinspektør Berner.
Allégade 24A
Bar Dutski med udsigt til Frederiksberg Rådhusplads er opkaldt efter et cirkus i en bog om Peter Pedal.

## Statuer
Mellem Lorry og Rådhuset står fire statuer:
- Buste af Meïr Aron Goldschmidt, udført af Aksel Hansen, opstillet 1920
- Buste af Henri Nathansen, udført af Gottfred Eickhoff, opstillet 1953
- Helfigur af Holger Drachmann, udført af Hans Christian Holter, opstillet 1924
- Buste af Hans Vilhelm Kaalund, udført af Aksel Hansen, opstillet 1919